# Symfonie nr. 1 (Tüür)
Erkki-Sven Tüür voltooide zijn Symfonie nr. 1 in 1984. Het is van zijn acht symfonieën (gegevens 2014) de onbekendste. Er zijn geen gegevens omtrent uitvoeringen en commerciële opnames. Via de Estse Muziek Centrale is een geluidsfragment te horen van slechts een minuut. De dirigent daarvan Vello Pähn was op het moment van voltooien van de symfonie zelf nog in opleiding aan het Conservatorium van Sint-Petersburg.
Het vermoeden is dat Tüür het werk heeft geschreven als afstudeerproject.
Aan de instrumentatie is te zien dat Tüürs voorliefde voor slagwerk al aanwezig was met de implementatie van vijf man/vrouw achter de percussie-instrumenten. De overige instrumentatie heeft de klassieke verdeling.
Orkestratie:
- 2 dwarsfluiten, 2 hobo’s, 2 klarinetten, 2 fagotten
- 4 hoorns, 2 trompetten, 3 trombones, 1 tuba
- pauken, 5 man/vrouw percussie, 1 xylofoon, 1 harp
- violen, altviolen, celli, contrabassen

In 2018 dook het werk weer op; Tüür had het herschreven. Op 21 februari 2020 kreeg deze nieuwe versie haar eerste uitvoering en wel door het kamerorkest van Tallinn onder leiding van Tõnu Kaljuste in de concertzaal van de Estische Academie voor muziek en theater.     